# Kentropyx altamazonica
Kentropyx altamazonica — вид ящірок родини теїдових (Teiidae). Мешкає в Амазонії.

## Поширення і екологія
Kentropyx altamazonica мешкають на заході Бразилії (на схід до нижньої течії Шінгу), на півдні Венесуели, на сході Колумбії, Еквадору, Перу і Болівії. Вони живуть у відносно відкритих місцевостях, зокрема на узліссях тропічних лісів, у вторинних заростях, на берегах річок та на плантаціях, а також у сезонно затоплюваних лісах і саванах. Добре плавають і пірнають. Гріються на землі або серед кущів. Живляться дрібними безхребетними, зокрема жуками, мурахами і термітами. Відкладають яйця.